# Polikushka
Polikushka é um filme de drama soviético de 1922 dirigido por Aleksandr Sanin.

## Enredo
O filme fala sobre um camponês gentil, mas fraco, chamado Polikushka, que rouba dinheiro para comprar vodca. Ele é convocado ao solar e instruído a ir à cidade trazer dinheiro. Este evento torna-se para ele o início de uma nova vida.

## Elenco
- Ivan Moskvin
- Vera Pashennaya como Akulina
- Evgeniya Raevskaya
- Varvara Bulgakova
- Sergei Aidarov como Steward
- Dimitri Gundurov
- Sergei Golovin como Dutlov
- Aleksandr Istomin como Ilyukha
- Nikolai Znamenskiy como Alyokha
- Varvara Massalitinova
- Nikolai Kostromskoy